# نيلسون د. بورتر
نيلسون د. بورتر هو سياسي كندي، ولد في 28 نوفمبر 1863 في مونتريال في كندا، وتوفي في 12 فبراير 1961 في أوتاوا في كندا. انتخب عمدة أوتاوا ‏ (1915 – 1916).